# The Adventures of Chuck and Friends
The Adventures of Chuck and Friends (No Brasil: As Aventuras de Chuck e Amigos e em Portugal As Aventuras de Chuck and Friends) ou  é uma série de desenho animado computadorizada. A série foi produzida em colaboração em Toronto pelos estúdios Nelvana, Pipeline Studios Inc. e Hasbro Studios.
Em Portugal a série estreou no dia 21 de maio de 2012 no Canal Panda e no dia 1 de abril de 2021 no JimJam e no Brasil no dia 23 de abril de 2012 no Discovery Kids e em 2019 na TV Cultura.

## Enredo
Chuck é um caminhão vermelho que vive com sua mãe e com seu pai na oficina da família. Às vezes, volta para casa do irmão mais velho Rally campeão de corridas na pista e em estrada, que ensina Chuck como ele corre. Em alguns episódios são especialistas em avaliação de Chuck em corridas de rali e de volta para casa para praticar com seu irmão.
Chuck é muito imprevisível, aventureiro, e com seus amigos gosta de fazer um monte de travessuras. Nos episódios também com seu primo. Amigos ajudam uns aos outros e oferecem presentes de Natal, mas há alguém que não tem e varre a neve dificultando o caminhão de entrega. Às vezes, eles lutam uns com os outros, mas, em seguida, rapidamente a paz retorna. Todos os dias, Chuck conhece novos caminhões e sonham de fazer o seu trabalho, na verdade, em cada episódio Chuck observa o trabalho daqueles que encontra, ele diz, "Wow!" e na nuvem você pode ver Chuck fazendo o trabalho do caminhão. A partir daí, surgem muitas ideias para fazer com seus amigos.

## Personagens
- Chuck - é o personagem principal da série, é um tombador. Chuck pretende ser um caminhão de corrida. Seus pais são Haulie e Porter, e ele tem um irmão mais velho chamado Rally. Ele tem vários amigos, e tenta ser o melhor amigo que ele pode ser, embora às vezes possa ser egoísta e um pouco irritado. Por exemplo, em "Luzes, Câmera, Caminhões", ele para repetidamente uma produção cinematográfica, para ficar perfeito. Além disso, em "Dobrador de Tubos", quando ele acidentalmente fica ferido por Boomer, ele se aproveita de Boomer, para ele ficar limpando seu quarto. É revelado em "O Melhor" que ele é ótimo em corridas em estradas pavimentadas. Ele frequentemente usa a frase "carregadores de turbo em brasa!" Ele, junto com seus amigos, cantam a frase "Amigos por longo tempo!!"

- Rowdy - é um caminhão de lixo. Ele é um dos amigos de Chuck. Tal como o seu tipo de caminhão indica, ele gosta de ficar sujo, geralmente para o desgosto de seus amigos. Em um episódio, é revelado que ele é grande em encontrar as coisas, embora, ironicamente, ele perde a buzina que seu avô lhe deu no episódio "Mistério, Ele Rodou". Ele gosta de dormir às vezes.

- Handy - é um caminhão de reboque. Ele é um dos amigos de Chuck. Como seu nome indica, ele tem vários objetos, geralmente ferramentas, no leito de seu caminhão. Ele também tem um gancho. Ele é muitas vezes visto com Soku. No episódio "Charlie a Chave de Fenda", é revelado que ele tem um irmão mais novo chamado Clutch, que também é um caminhão de reboque e está faltando um dente da frente para indicar sua idade mais nova.

- Digger - é um trator tipo retroescavadeira. Ele também é amigo de Chuck. Como seu nome indica, ele gosta de cavar. Ele tem sotaque latino. Ele se refere a seus amigos como "amigos" em castelhano com sotaque latino. No episódio "O Melhor", é revelado que ele pode correr melhor em uma pista com obstáculos. Em "A Fortaleza de Chuck", ele fez uma piada sobre quando ele adormece, ele diz a Chuck e aos amigos que ele é um "trator de esteira". No episódio "A Condução do Sono de Chuck", ele mostra uma limitação no olhar para Chuck.

- Biggs - é um caminhão monstro. Ele é um dos amigos de Chuck. Como seu nome indica, ele é um caminhão grande (embora ele parece ser mais pequeno do que Digger). Ele tem um sotaque do Texas que é evidenciado pelos chifres em sua cabine e telhados de seu pai. Ele se refere a seus amigos como "amigos" também em castelhano com sotaque latino. Em "O Melhor", é revelado que ele pode correr melhor em uma pista de terra. Ele frequentemente usa a frase "Wa-hoo!" (o que ele gosta de dizer).

- Boomer - é um carro de bombeiro, que é um dos amigos de Chuck. Boomer parece ter a sensação de que um plano pode não funcionar. Isto é visto quando ele expressa sua opinião de que ele não tem certeza sobre alguma coisa. Ele também parece ser o mais leal a Chuck. Isto é visto em "Dobrador de Tubos", quando, apesar da pequena lesão, ele tendia a Chuck.

- Flip - é o novo amigo de Chuck. Como seu nome indica, ele é um caminhão de corrida.

- Haulie - é a mãe de Chuck. Como seu nome indica, ela é uma empilhadeira.

- Porter - é o pai de Chuck. Como seu nome indica, ele é uma grande plataforma.

- Soku - é um carro cruzador envenenado. Ele é um dos amigos de Chuck. Como seu nome indica, ele é de origem japonesa.

- Rally - é irmão de Chuck. Como seu nome indica, ele é um caminhão de corrida. Ele parece ser muito bem sucedido.

## Elenco
- Stacey DePass - Boomer
- Fabrizio Fillipo - Digger
- Darren Frost - Rowdy
- Gabriel Giammaria - Chuck
- Gabriel Giuliani - Handy
- Lauren Holly - Haulie
- Lyon Smith - Rally
- Joanne Vannicola - Biggs
- Dale Yim - Soku
- Blair Williams - Porter[4]

## Transmissão Internacional
- América Latina: Discovery Kids
- Brasil: Discovery Kids (2012), TV Cultura (2019)
- Canadá: Treehouse TV, Yoopa
- Chile: UCV TV
- Espanha: Boing, Cartoonito
- Estados Unidos: The Hub (2010), Telemundo (2014)
- Equador: Ecuador TV
- França: Tiji, Gulli
- Itália: Cartoonito
- México: Canal de las Estrellas
- Peru: TV Perú
- Alemanha: Super RTL, Junior
- Polónia: MiniMini, Polsat JimJam
- Hungria: Minimax, TV2
- Ucrânia: Pixel TV
- Estónia: KidZone TV
- Letônia: KidZone TV
- Lituânia: KidZone TV
- Rússia: Karusel, Tiji, Gulli, Gulli Girl, ANI, KidZone TV
- Sérvia: Minimax, Mini, Pink Super Kids, Pink Kids
- Albânia: Çufo, Bang Bang
- Grécia: Nickelodeon
- Portugal: Canal Panda, JimJam, HBO, Netflix
- Reino Unido: Tiny Pop, Cartoonito
- Países Baixos: RTL Telekids
- Suíça : RSI
- Venezuela: Venevision
- Turquia: Minika 2, Minika Çocuk
- Israel: Arutz Hop!, JimJam
- Armênia: Pan Armenian TV
- Mundo Árabe: Cartoon Network Árabe, Bein Junior, vários canais árabes
- Índia: Pogo
- China: CCTV-14
- Hong Kong: Now TV, ViuTV
- Taiwan: Yoyo TV
- Filipinas: GMA-7
- Malásia: Aero Home
- Indonésia: RTV, GTV